# Doubí u Tábora
Doubí u Tábora – przystanek kolejowy w miejscowości Doubí, w kraju południowoczeskim, w Czechach. Znajduje się na linii 220 Benešov – Czeskie Budziejowice, na wysokości 415 m n.p.m..  

## Linie kolejowe
- 220: Benešov – Czeskie Budziejowice